# Discodes kopetdagensis
Discodes kopetdagensis är en stekelart som beskrevs av Svetlana N. Myartseva 1981. Discodes kopetdagensis ingår i släktet Discodes och familjen sköldlussteklar. Inga underarter finns listade i Catalogue of Life.